# Маэда, Томас Акино Манъё
Томас Акино Манъё Маэда (англ. Thomas Aquino Manyo Maeda, род. 3 февраля 1949 года, Япония) — японский кардинал. Епископ Хиросимы с 13 июня 2011 по 20 августа 2014. Архиепископ Осаки—Такамацу с 20 августа 2014. Кардинал-священник с титулом церкви Санта-Пуденциана с 28 июня 2018. 

## Биография
19 марта 1975 года Томас Акино Манъё Маэда был рукоположён в священника.
23 сентября 2011 года Римский папа Бенедикт XVI назначил Томаса Акино Манъё Маэду епископом Хиросимы. 23 сентября 2011 года состоялось рукоположение Томаса Акино Манъё Маэды в епископа, которое совершил епископ Хиросимы Иосиф Ацуми Мисуэ в сослужении с архиепископом Осаки Львом Дзюном Икэнагой и архиепископом Нагасаки Иосифом Мицуаки Таками.
20 августа 2014 года Римский папа Франциск назначил Томаса Акино Манъё Маэду архиепископом Осаки.

## Кардинал
20 мая 2018 года папа римский Франциск объявил, что 14 прелатов будут возведены в достоинство кардиналов на консистории от 29 июня 2018 года, среди них было названо имя и архиепископа Маэды.
28 июня 2018 года Маэда возведён в кардиналы-священники с титулом церкви Санта-Пуденциана.